# 堪萨斯城国际机场

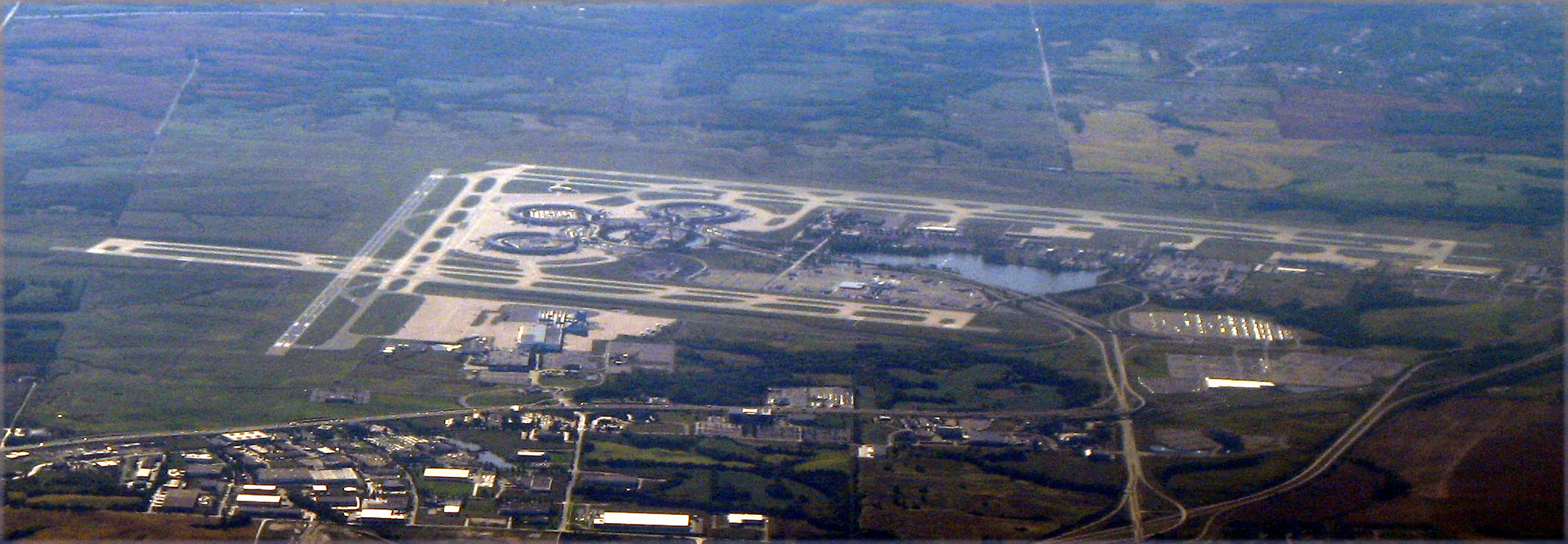
机场东侧

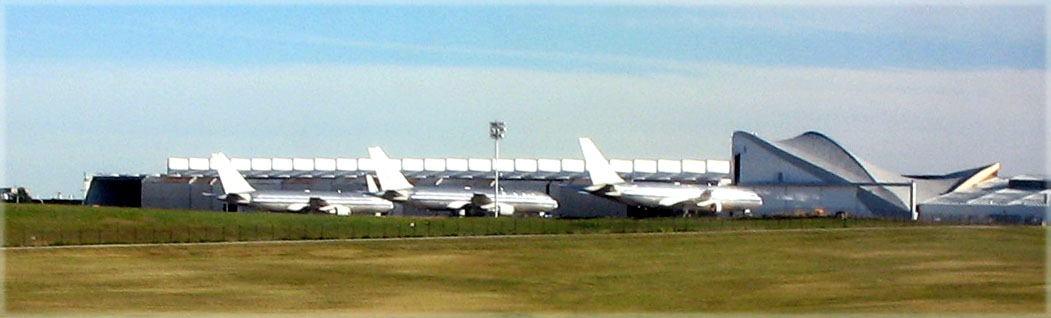
堪萨斯城大修基地，摄于2007年

堪萨斯城国际机场（英語：Kansas City International Airport），原名中州国际机场（英語：Mid-Continent International Airport），是美国密苏里州堪萨斯城的一座民用机场，位居普拉特县堪萨斯城市中心西北方向15英里（24）处。该机场于1972年开通民航，并承接原在堪萨斯城市立机场运营的定期航班，2023年建成新综合体取代原有设施。机场为堪萨斯城都会区提供服务，为密蘇里州西部及堪薩斯州东部大部的主要客运机场。
机场占地面积10,680英畝（4,320公頃），设三条跑道。美国空军国民警卫队从未入驻该机场。机场于2020年因2019冠状病毒病疫情一度停航，但目前高峰日的离港航班量正稳步恢复。迄2022年10月，机场日均保障进出港航班303架次。目前机场通航47个直飞目的地，包括坎昆和多伦多。

## 历史

### 背景
堪萨斯城工业机场在1951年洪灾摧毁了中州航空和環球航空在地处密苏里河沿岸的费尔法克斯机场的设施后通航，该机场与堪萨斯城市立机场相邻。环球航空的主要检修基地是位于费尔法克斯的一个前B-25米切尔型轰炸机工厂，不过环球航空的定期航班多从市立机场出港。
当时堪萨斯城当局意识到位于市中心的机场将无扩建余地，因此有意建设一座带10,000-英尺（3,000-）长跑道的机场。
堪萨斯城城南已有格兰德维尤机场，并有足够空间进行扩建，但在堪萨斯城畜牧场负责人杰伊·B·迪林厄姆（普拉特县人）的游说下，该市决定在城北建造一个远离密苏里河的新机场。不久，格兰德维尤机场亦毁于洪水。
1953年5月，根据城市经理劳里·佩里·库克汉姆的指导意见，机场定址在今密苏里州汉普顿某村落以北区域（预计成本2300万美元）。库金汉路现时是通往机场的主要通道。机场1954年9月破土动工。第一条跑道于1956年启用；同时市府将格兰德维尤机场捐赠给美国空军，是为理查兹-格鲍尔空军基地。虽然中州航空在1952年并入布兰尼夫国际航空，但市府决定根据中州航空的历史渊源（为中州油田服务）为机场命名为中州国际机场（英語：Mid-Continent International Airport）。
1954年，环球航空与市府签署协议，将其大修基地迁至新机场，并将海外大修基地迁至特拉华州纽卡斯尔县机场。市府将投资1800万美元建设该设施并保留所有权，同时将其租给环球航空。环航堪萨斯城大修基地在20世纪六七十年代的鼎盛时期是堪萨斯城最大的雇主，有6000名员工。
然而；位于市中心的机场仍为堪萨斯城的主要客运机场。1963年美国联邦航空管理局的一份备忘录称市中心的机场是“全国最差的大型喷气式飞机的主要机场之一”，并建议不要再为该设施调用联邦资金。除却场地问题，民间亦怀疑该机场是否具有波音747保障能力。喷气机不得不“旱地拔葱”以飞跃位于跑道南端以南一两英里、位于密苏里河悬崖上的市中心高层建筑，造成市中心因此轰鸣不断。中州航空希望将机场建在开阔的农地。
1965年7月1日，美国大陆航空12号航班在堪萨斯市立机场降落时冲出跑道。民航委认为波音707驾驶员在仪表进场接地带处正确着陆，尽管启动了扰流板、反推和刹车，但碍于跑道长度，机组无法在大雨和尾风条件下安全停下。纵使机场当局试图改善跑道道面以提高制动性能，但航空公司飞行员协会表示，许多商业飞行员继续将该机场投入“黑名单”。堪萨斯城需要建设一个能满足监管部门跑道安全区要求的新机场。

### 环航“未来机场”计划
1966年，选民以24:1的比例通过了价值1.5亿美元的债券发行案，在此之前，市长伊勒斯·戴维斯动议将该市的主要机场迁至扩建后的中州机场。该市曾考虑在堪萨斯城市中心以北5英里（8.0）的密苏里河底建造新机场，以及在密苏里州杰克逊县南部建造机场，但决定坚持使用它已经拥有的地皮。
机场用地位于普拉特县的一个未建制地区，直到在机场建设期间建制普拉特城，随后又被划给堪萨斯城。基维特和迈尔斯设计了航站楼和塔台；1972年10月23日，美国副总统斯皮罗·阿格纽出席了机场落成典礼。劳工纠纷及工程中断造成施工成本上升至2.5亿美元。堪萨斯城将该机场更名为“堪萨斯城国际机场”（但其代码“MCI”不变）。环球航空、布兰尼夫国际航空及其他航空公司皆转场至新机场。
机场的许多设计决定都是由环航推动的。环航计划将该机场作为枢纽，用波音747和超音速客機将旅客从美国中部运输到全球各地。机场周围的街道包括墨西哥城大道、巴西利亚大道、巴黎街、伦敦大道和特拉维夫大道。航空公司基于成本考量，否决了以华盛顿杜勒斯和坦帕机场为蓝本的设计案，因为二者皆设有旅客运输车设施。环航坚持 “驾车直通登机口”，登机口距公路75英尺（23）（沿公路的标志显示离港航班登机口资讯）。单层航站楼不设楼梯，与即将在达拉斯/沃斯堡机场施行的计划类似。
环球航空对未来航空旅行的设想源于纽约肯尼迪机场環航飛行中心，该设施也以陆侧道路靠近登机口为特色，但实际运营证明这一设想极度麻烦：候机楼对波音747并不友好，因为旅客常常从登机口区域溢出到大厅；20世纪70年代，为降低劫机风险，机场增加了安检设施，但由于成本问题无法在在各个登机口前逐一安装，因此机场将环形航站楼内外侧分为陆侧和空侧：安检区外环的登机区没有任何服务设施。机场通航后不久，环球航空要求重建航站楼以解决这些问题。堪萨斯市以按照环航的要求新建机场会出现大量超支为由予以回绝，最终环航将其枢纽迁往圣路易斯。

### 911后

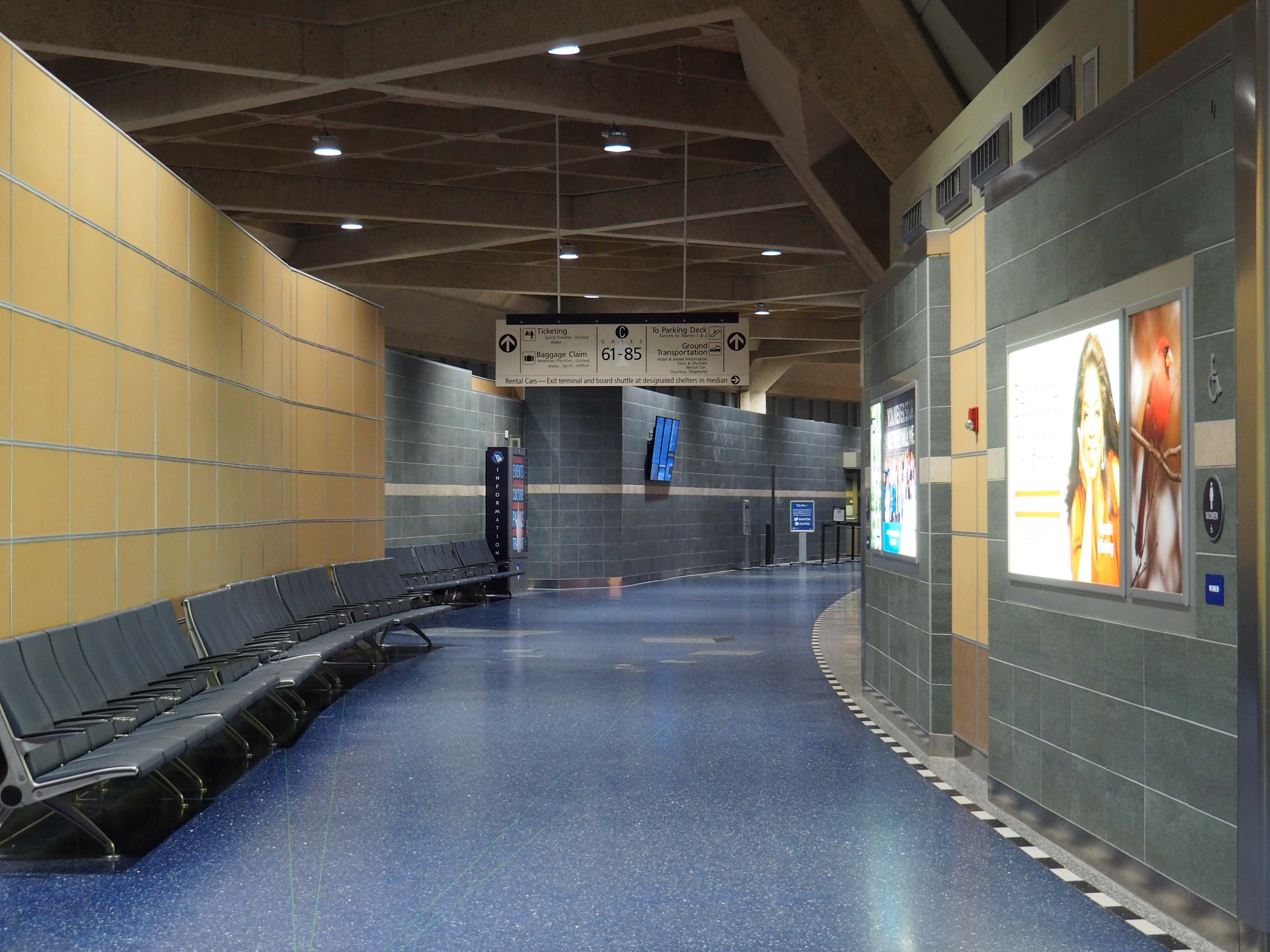
2023年1月，C航站楼关闭前的内部情况

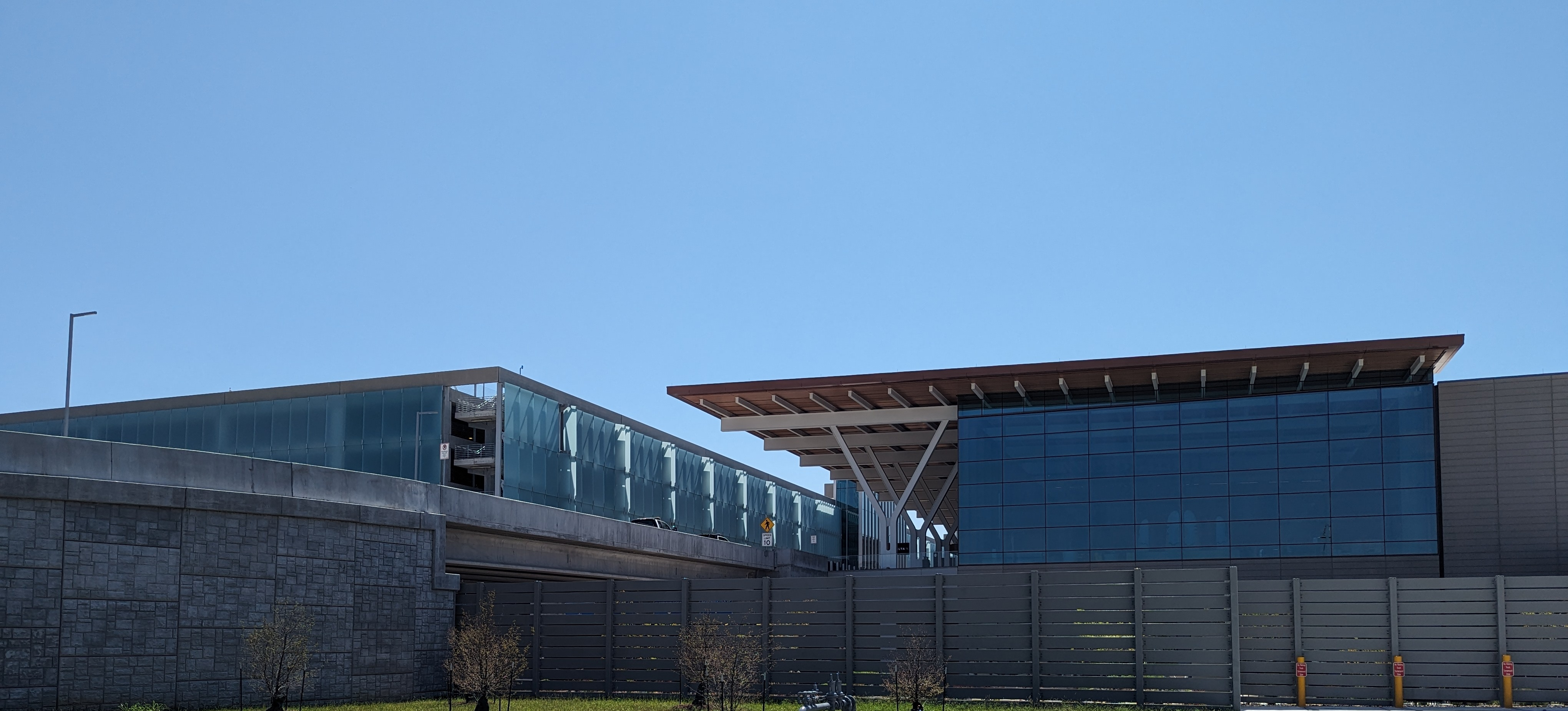
新航站楼及停车楼

美国运输安全管理局成立后，堪萨斯城机场等五个机场的安检工作曾被该局外包给独立机构。机场纳用符合运输安全管理局招聘培训标准的独立承包商AKAL安全公司，并受TSA监督，但他们皆为联邦编制外机构。
耗资2.58亿美元的航站楼翻新工程于2004年11月竣工。改进措施包括扩建现有建筑，为前厅、特许经营、零售和公共座椅提供更大的空间，并在空侧区域内新建卫生间。翻新期间，三座航站楼皆铺上蓝色水磨石地板。项目剩余部分，即新建租车设施及新增的艺术设施于2007年5月完工。
2010年3月，运输安全管理局宣布该机场将成为全美首批安装全身扫描仪的机场之一，西南航空亦于当年夏季部署首台全身扫描仪。
尽管堪萨斯城方面提出请求，但机场仍无法变更其自中州机场时期即启用的“MCI”IATA代码。而当时联邦通信委员会 为电台及电视台保留了所有“K”“W”字头的呼号，故无法注册“KCI”代码。“K”和“W”的限制在后来解除，但IATA仍未变更机场代码。而“KCI”业已被分配至东帝汶库恩机场（Kon Airport），因此代码变更计划只能作罢，并使延误与混淆问题恶化。附近的新世纪航空中心（其IATA码为JCI，但其FAA码为IXD；ICAO码为KIXD）亦处于同等窘境。
冰島航空于2018年5月开办往返堪萨斯城和雷克雅維克的季节性航班，由波音757执飞，为堪萨斯城机场首条跨大西洋航线。后因波音737 MAX停飞事件，冰岛航空决定停办此航线。末班航班于2019年9月起飞。2020年初，鉴于2019冠状病毒病疫情，堪萨斯城国际机场停飞所有国内外航线，上述过程由执行空中交通流量控制（ATFM）的实体执行，以确保运营商在执行航班之前调整飞行计划。2022年3月，堪萨斯城国际机场撤销所有疫情防控措施。
2019年3月，新航站楼于A航站楼原址上动工。原A航站楼于1972年投运。美联航、中西部快线航空和全美航空等航司曾在此营运。2010年代初，航司纷纷转场至其他航站楼，加之航空公司兼并，A航站楼保障航班的数目逐渐下降。2014年1月8日，机场当局决定将全美航空航班转场至C航站楼，并永久关闭A航站楼。当天18:20，最后一个航班推出廊桥位。航站楼关闭后，该设施曾用于训练警员及保障运动员包机。
2023年2月27日，各航空公司执行了从B、C航站楼出港的最后一个航班，往芝加哥中途国际机场的西南航空3369号航班是最后一个从B/C航站楼出港的航班。在2023年2月28日0时28分保障完最后一班进港航班后，B和C航站楼永久关闭。过渡期间，31架飞机从B和C航站楼调机至新航站楼，为第一批航班做准备。2023年2月28日新航站楼启用，取代了原有的B、C两座航站楼。B、C航站楼原定于2023年夏季开始拆除，但由于拆除旧航站楼的新承包商招标工作已经开始，预计拆除工作要到2024年4月方可开展。

## 航站楼

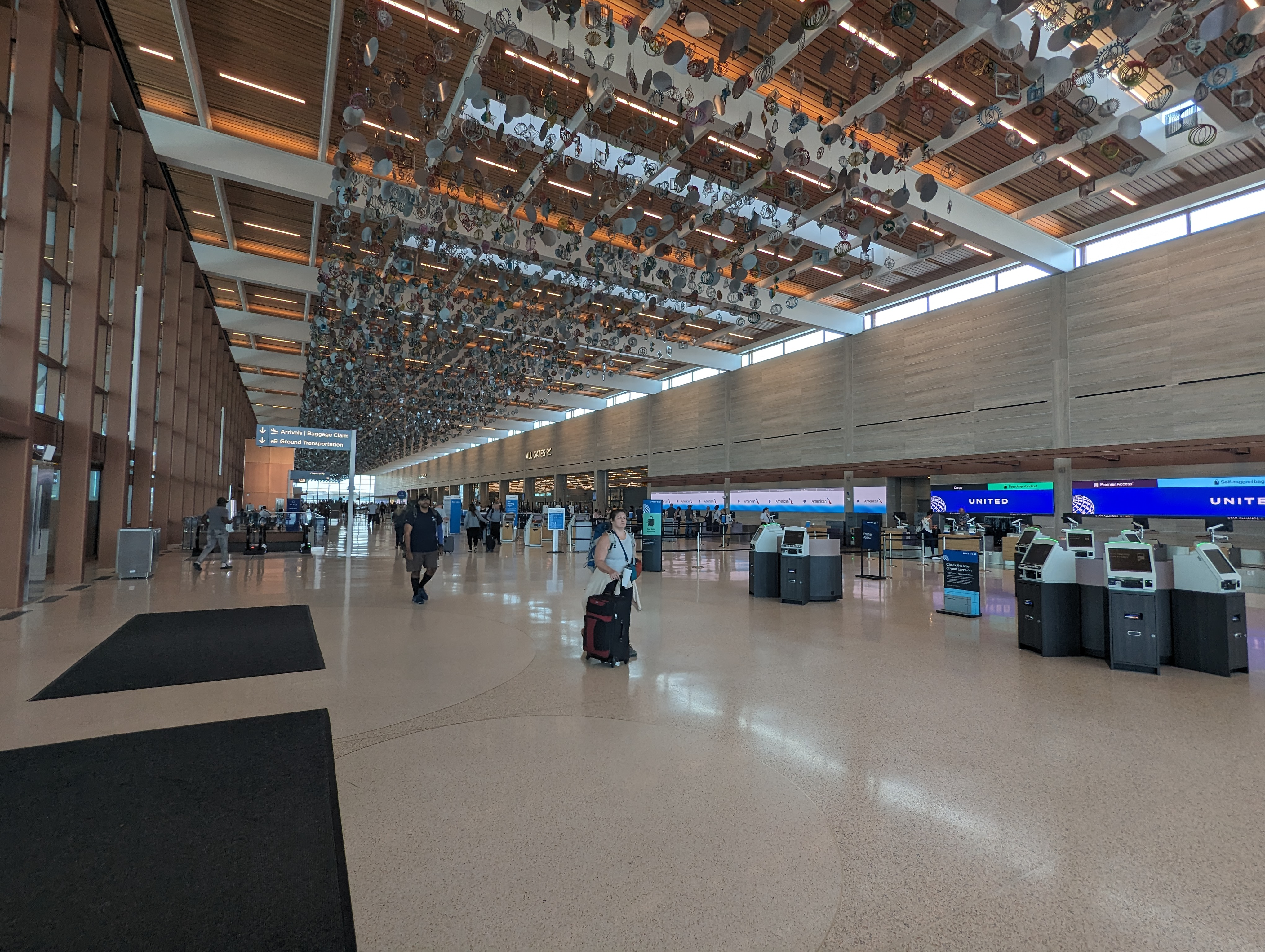
新航站楼出发层

目前机场运营一座设四十个登机口的航站楼。新航站楼由SOM建筑设计事务所设计。它拥有宽敞的登机口区域、近50家本地和全美餐饮及购物商入驻。该航站楼设有40个登机口，并预留扩建至50个登机口的空间。两条自动人行道加快了两个候机厅之间的联络速度，使机场内的交通更加顺畅。安检站设有16条通道，以适应客流量的起伏。新建的6,200个停车位的车库毗邻航站楼，提供大量近距离封闭停车位。
规划人员致力于将新航站楼打造成美国最无障碍的机场航站楼，机场设有缓坡道、适合各等级儿童的Variety KC游乐区、供感官障碍人士使用的感官室和休息室、母婴室以及动物救助服务。“堪萨斯城航空旅行体验中心”（Kansas City Air Travel Experience）为经过改造的部分客机，供焦虑症患者或其他可能对飞行感到恐惧的人舒压。新设施还引入“Amazon One”技术，人们可以使用手掌支付。
- A区（A1—A20）：设13个登机口[24]。
- B区（B40—B69）：设27个登机口[24]。

## 地面运输
机场毗邻29号州际公路和435号州际公路。
机场在场内的伦敦街、巴黎街与伯恩街的交汇处设有综合租车设施。每个航站楼都设有四个租车及穿梭巴士站点。穿梭巴士由第一运输公司与REM公司运营。穿梭巴士车型为长40-英尺（12-）的Gillig低底盘巴士。这行车间隔2至5分钟，全体旅客及访客皆可免费搭乘。
迄2013年3月，堪萨斯城地区交通局业已改进机场公交服务。公交229路每个工作日为机场提供约18个班次的服务，首班车发车时间为上午5时32分，末班车发车时间为下午11时17分，周末时亦提供18对往返班次。该巴士为所有正在运行的航站楼提供服务，并联络堪萨斯城市中心的12路和夏洛特东村转运中心及沿线各站。上述服务均为免费。
部分私营公交公司提供往返于堪萨斯城机场与其他城市（如圣约瑟夫、哥伦比亚、托皮卡、劳伦斯）和军事基地(如密苏里州倫納德伍德堡、堪萨斯州莱利堡及萊文沃思堡，以及密苏里州怀特曼空军基地）的定期班车。

### 停车设施
机场设有多处停车设施。一个有6200个停车位的七层停车楼设在新航站楼之旁，第四层设置52个电动车停车位，第三层有一个洗车房。一层和二层的停车场略小，为到达层地面交通区腾出空间。
一个新的地面停车场与新停车楼相邻。它被分为七个区域（A-G），并取代原有的环形停车场。
两个经济型停车场位于入口附近。主停车区（即原A、C区）作为机场的主要经济停车区。B区目前为溢出停车场。
机场外亦有停车场可供使用。Park Air Express、Park & Go、TrueParkings和The Parking Spot都位于机场附近，并提供往返机场和停车场的免费摆渡车。
既有B、C停车楼为原B、C航站楼服务。目前B停车楼为员工停车场，取代离机场更远的地面停车场，C停车楼未来将改为公共停车场。

## 航空公司及航点

### 客运
| 航空公司       | 目的地 | 参考文献 |
| -------------- | --- | -------- |
| 加拿大快运航空 | 季节性： 多伦多–皮尔逊 | [ 28 ]   |
| 阿拉斯加航空   | 西雅图/塔科马 季节性： 波特兰 | [ 29 ]   |
| 忠實航空       | 季节性： 德斯汀/沃尔顿堡滩、奥兰多/桑福德、蓬塔戈尔达、圣彼得堡/克利尔沃特 | [ 30 ]   |
| 美國航空       | 夏洛特、芝加哥–奥黑尔、达拉斯/沃思堡、迈阿密、凤凰城–天港 季节性： 坎昆、费城、华盛顿–国家 | [ 31 ]   |
| 美鹰航空       | 奥斯汀、芝加哥–奥黑尔、纽约–拉瓜迪亚、费城、华盛顿–国家 季节性： 夏洛特, 达拉斯/沃思堡、迈阿密、凤凰城–天港 | [ 31 ]   |
| 達美航空       | 亚特兰大、底特律、洛杉矶、明尼阿波利斯/圣保罗、盐湖城、西雅图/塔科马 季节性： 波士顿、纽约–拉瓜迪亚 | [ 32 ]   |
| 达美连接航空   | 波士顿、明尼阿波利斯/圣保罗、纽约–肯尼迪、纽约–拉瓜迪亚 | [ 32 ]   |
| 邊疆航空       | 丹佛、拉斯维加斯、费城、凤凰城–天港 季节性： 坎昆、奥兰多 | [ 33 ]   |
| 捷藍航空       | 波士顿、纽约–肯尼迪 | [ 34 ]   |
| 西南航空       | 亚特兰大、奥斯汀、巴尔的摩、坎昆、芝加哥–中途、达拉斯–爱田、丹佛、劳德代尔堡、休斯顿–霍比、印第安纳波利斯、拉斯维加斯、长滩、洛杉矶、纳什维尔、新奥尔良、纽约–拉瓜迪亚、奥克兰、奥兰多、凤凰城–天港、聖安東尼奧,、圣地亚哥、圣路易斯、坦帕、华盛顿–国家 季节性： 阿尔伯克基、波士顿、查尔斯顿、德斯汀/沃尔顿堡滩、迈尔斯堡、迈阿密、密尔沃基、明尼阿波利斯/圣保罗、蒙特哥湾（2023年10月7日开办）、默特尔滩、巴拿马城（佛罗里达州）、彭萨科拉、波特兰、罗利/达拉姆、圣何塞德尔卡波（2023年10月7日开办）、 萨拉索塔、西雅图/塔科马 | [ 37 ]   |
| 精神航空       | 拉斯维加斯、洛杉矶、奥兰多 季节性： 劳德代尔堡、迈尔斯堡、默特尔滩、彭萨科拉、凤凰城–天港、坦帕 | [ 38 ]   |
| 太阳城航空     | 季节性： 明尼阿波利斯/圣保罗 | [ 39 ]   |
| 聯合航空       | 芝加哥–奥黑尔、丹佛、旧金山 季节性：休斯顿–洲际、纽瓦克、旧金山、华盛顿–杜勒斯 | [ 40 ]   |
| 联航快运       | 芝加哥–奥黑尔、丹佛、休斯顿–洲际、纽瓦克、旧金山、华盛顿–杜勒斯 | [ 40 ]   |

### 货运
| 航空公司         | 目的地                                     |
| ---------------- | ------------------------------------------ |
| 亚马逊航空       | 莱克兰, 圣贝纳迪诺                         |
| 联邦快递航空     | 沃斯堡、印第安纳波利斯、孟菲斯、奥克兰     |
| 货运跑者快运     | 法戈、哥伦比亚                             |
| 敦豪航空         | Cedar Rapids、辛辛那提                     |
| 联合包裹服务航空 | 路易维尔、安大略、罗克福德, 苏瀑、圣路易斯 |

## 统计数据

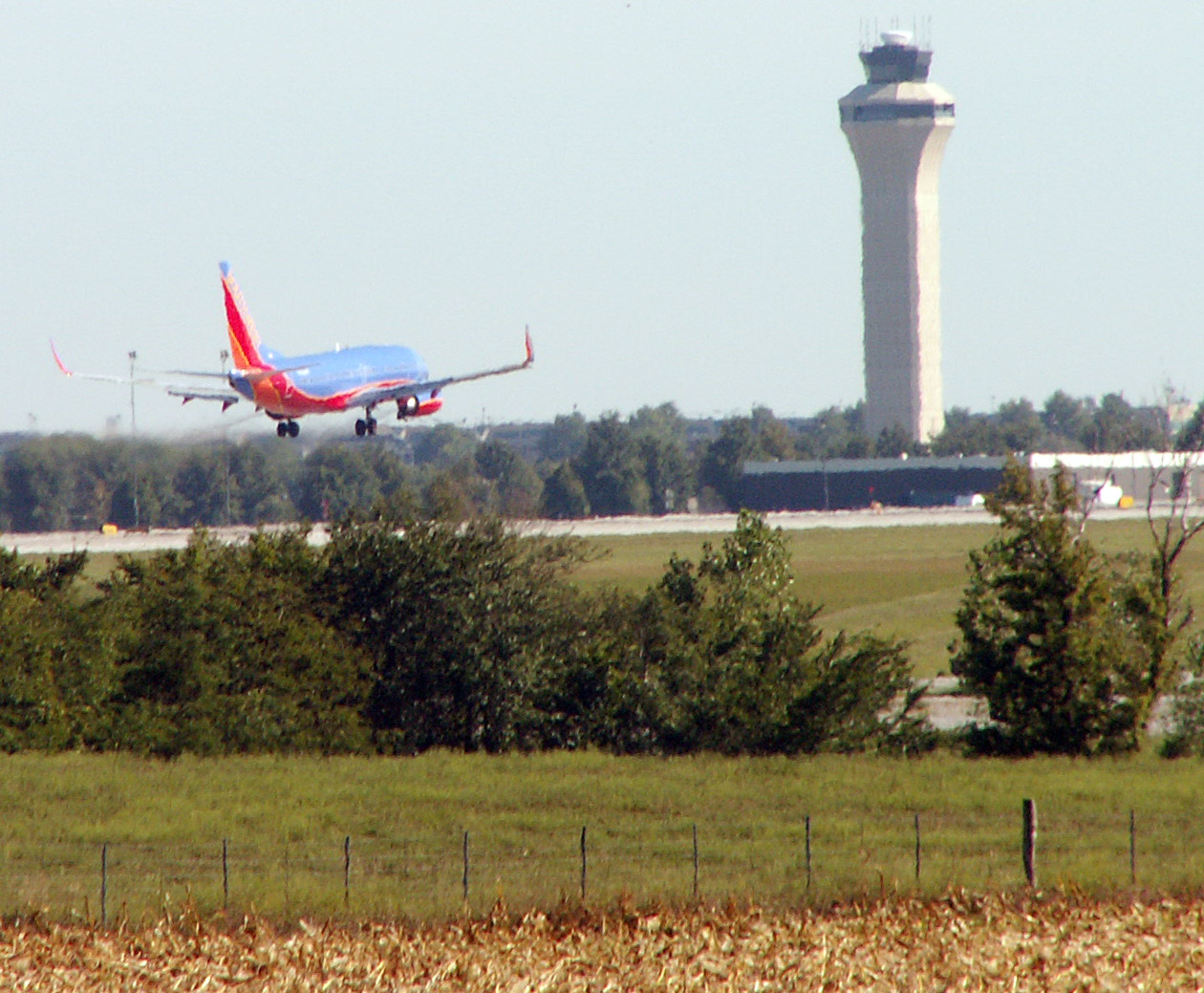
西南航空B737-700正在进港

### 热门目的地
| 排名 | 机场          | 旅客    | 承运人         |
| ---- | ------------- | ------- | -------------- |
| 1    | 丹佛          | 438,450 | 边疆 西南 联航 |
| 2    | 亚特兰大      | 384,600 | 达美 西南      |
| 3    | 达拉斯/沃斯堡 | 294,810 | 美航           |
| 4    | 凤凰城–天港   | 251,590 | 美航 西南      |
| 5    | 芝加哥–奥黑尔 | 247,810 | 美航 联航      |
| 6    | 芝加哥–中途   | 232,760 | 西南           |
| 7    | 拉斯维加斯    | 230,650 | 西南 精神      |
| 8    | 达拉斯–爱田   | 202,970 | 西南           |
| 9    | 奥兰多        | 200,830 | 边疆 西南 精神 |
| 10   | 夏洛特        | 166,690 | 美航           |

### 航司份额
| 排名 | 航司     | 旅客      | 占比   |
| ---- | -------- | --------- | ------ |
| 1    | 西南航空 | 4,377,000 | 45.14% |
| 2    | 美國航空 | 1,374,000 | 14.17% |
| 3    | 達美航空 | 1,358,000 | 14.01% |
| 4    | 聯合航空 | 654,000   | 6.74%  |
| 5    | 精神航空 | 388,000   | 4.00%  |
| 6    | 其他     | 1,546,000 | 15.95% |

### 旅客吞吐量
请参阅源Wikidata查询.

## 事故
- 1986年4月13日 – 从威奇托中城机场（英语：Wichita Dwight D. Eisenhower National Airport）飞来，伯灵顿空中快运（英语：Burlington Air Express）代飞的布法罗航空721号货运航班在能见度为半英里的浓雾中下降，在距离跑道3英里（5公里）处撞上一座950英尺高的山脊。机上四人全部遇难，为机场历史上最严重的一宗航空事故[42]。
- 1989年9月8日 – 从匹兹堡国际机场飞来的全美航空105号航班在被告知机场南区断电后重新进场，在距27号跑道7,000英尺（2,100），离地75英尺（23）处撞上四条电线。后航班备降萨林纳。机上64人无人受伤[43]。
- 1995年2月16日 – 由道格拉斯DC-8执飞的国际航运782号航班（英语：Air Transport International Flight 782）（目的地为韦斯托弗大都会机场（英语：Westover Metropolitan Airport））在航班因空间迷向造成中断起飞六分钟后，于重新起飞时因飞机失控坠毁于1L跑道，其机尾撞上跑道。机上三人全部遇难[44]。
- 2001年8月21日 – 1时11分，从鳳凰城天港國際機場飞来的美西航空598号航班（由B737-300执飞）在恶劣天气下于27号跑道的中心线左侧接地。第一指挥人员没有指示机组纠正左偏，飞机在滑行约1000英尺后脱离跑道。两台引擎皆毁于异物破坏（英语：Foreign object damage），但飞机得到修复并重新投入使用。机上53名旅客及6名机组成员中有一人受伤[45][46]。
- 2014年7月16日 – 一架预计将执飞全美航空3408号航班（目的地为罗纳德·里根华盛顿国家机场）的巴航工业E170在进行高速滑行维修时偏离了19L跑道。机上两名维修人员均未受伤。事发时机上没有乘客[47][48]。

### 野生动物袭击事件
根据2009年的起降数据，该机场受野生动物袭击次数达十万分之五十七，居全美第一联邦航空管理局的记录显示，2008年机场发生146宗袭击事件，较2000年（37宗）有所增加。
堪萨斯城航空部门于2009年10月15日发布了一份新闻稿，概述了1998年制定的野生动物威胁遏制计划，以降低野生动物袭击可能，如砍伐60英畝（24公頃）树木、对加拿大鹅零容忍、确保在2,000英尺（610）范围内不种植粮食作物，及驱离动物以保护航空安全。此外在2007年，机场选择颁布了一项政策，即百分百向FAA/USDA国家打击数据库提交野生动物打击报告。当鸟类涉及袭击事件时，无论是由飞机所有者或经营者通报，还是在跑道上发现鸟类，都将回收羽毛或DNA样本，并移送史密森学会进行积极鉴定。不论袭击事件发生在机场内还是机场外，皆应予以记录。
在1990年1月至2008年9月的报告期内，没有一次遇袭事件造成人员伤亡，所有飞机都安全降落。报告中列出了最严重的事件。
- 1999年2月25日 – 一架里爾35在进近堪萨斯城市中心机场（英语：Downtown Kansas City Airport）时，于堪萨斯城国际机场上空与雪雁群相撞。一只命中副驾窗口，一只进入发动机并使之停转。飞机最终安全降落。
- 1999年3月4日 – 一架麥道DC-9在降落时与雪雁群相撞，两台发动机均有雪雁组织，其中一台停转。飞机最终安全降落。
- 2000年4月28日 – 一架波音727在起飞时撞上一只加拿大雁，一台引擎受损。飞机最终安全返航。
- 2005年6月10日 –  一架麥道DC-9在起飞时撞上一只美国隼，造成一台引擎失灵。飞机最终安全返航。
- 2006年3月31日 –  一架波音737在起飞时撞上一只大中型鸟类，造成一台引擎受损。飞机最终安全返航。
- 2009年11月14日 – 边疆航空820号航班（由空中客车A319执飞，飞往丹佛）起飞后不久撞上一群加拿大鹅，造成一台引擎失灵。飞机最终安全返航至堪萨斯城国际机场。[53]